# Дубой
Ду́бой (бел. Дубай) — агрогородок в Столинском районе Брестской области Беларуси. Входит в состав Видиборского сельсовета. Население — 441 человек (2019).

## География
Расположен в 20 км от Столина, в 260 км от Бреста, в 10 км от железнодорожной станции Видибор.

## История
Впервые упоминается в 1503 году как собственность рода Карповичей. В 1675 деревня продана помещику Киневичу. В 1795 во владениях помещиков Комара и Ширмы.
В 1879 году относилась к Дубенецкому приходу Плотницкой волости Пинского повета Минской губернии. В 1886 году работали кирпичный завод, мельница, винокурня.
В 1897 году деревня называлась как Дубой, так и Дубой-Заречный. Работала православная церковь и хлебозапасный магазин.
С 1921 по 1939 годы в составе Плотницкой гмины Лунинецкого повята Полесского воеводства Польши.
С 1939 года в составе БССР. С 12 октября 1940 года по 31 марта 1959 года центр сельсовета.
C июля 1941 года по июль 1944 года была оккупирована немецко-фашистскими войсками. В годы войны в деревне находилась подпольная антифашистская организация.
В 1971 году работали лесничество, отделение связи, средняя школа, Дом культуры, библиотека, магазины.
В 2002 году центр колхоза «Рассвет».
В 2011 году деревня Дубой преобразована в агрогородок.

## Население
Население агрогородка на 2019 год составляло 441 человек.
| 1795 | 1897  | 1921   | 1939   | 1959   | 1971   | 1980   | 2002  | 2005  | 2009  | 2019  |
| ---- | ----- | ------ | ------ | ------ | ------ | ------ | ----- | ----- | ----- | ----- |
| 360  | ▲ 585 | ▲ 1045 | ▲ 2079 | ▼ 1213 | ▲ 1832 | ▼ 1472 | ▼ 951 | ▼ 892 | ▼ 739 | ▼ 441 |

## Культура
- Дом культуры

## Достопримечательности
- Церковь Святого Николая (1906) —  Историко-культурная ценность Республики Беларусь, шифр 113Г000685.
- Воинский мемориал.